# Luoghi e popoli visitati dalla spedizione di Hernando de Soto

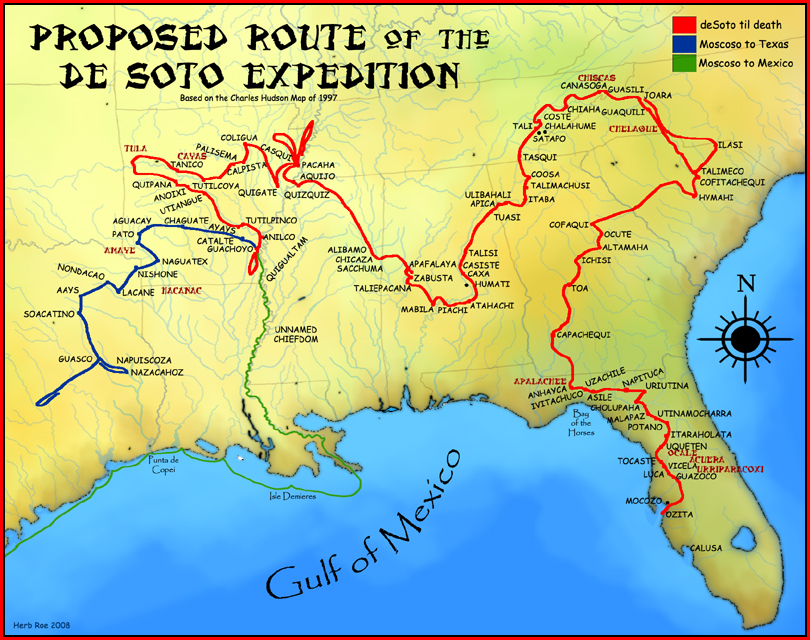
Una via proposta per la Spedizione de Soto, basata sulla mappa di Charles M. Hudson del 1997.

Questa è una Lista dei luoghi e dei popoli visitati dalla Spedizione di Hernando de Soto negli anni tra il 1539 e il 1543. Nel maggio del 1539, de Soto lasciò L'Avana, Cuba con nove navi, oltre 620 uomini e 220 cavalli per la sopravvivenza e approdò a Port Charlotte, Florida. Hernando iniziò la sua odissea di tre anni attraverso il continente sudorientale del Nord America, da cui de Soto e una gran parte dei suoi uomini non sarebbe più tornato. Incontrarono numerosi e vari gruppi Nativi Americani, la maggior parte dei quali appartenenti alla Cultura del Mississippi. Solo alcune di queste culture sopravvissero nel XVII secolo.

## Florida

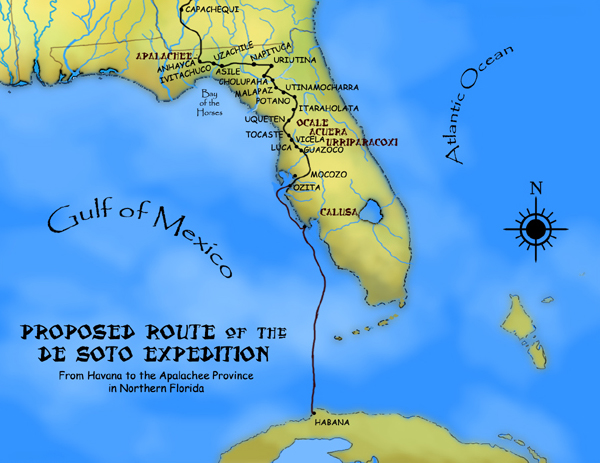
Una via proposta per la prima tappa della Spedizione de Soto, basata sulla mappa di Charles M. Hudson del 1997

- Acuera
- Ocala
- Utino Settentrionale
- Uzita
- Mocoso
- Uzachile
- Yustagaaga
- Potano
- Cultura Alachua
- Guale
- Anhaica
- Apalachee
- Timucua
- Spedizione Narváez

## Georgia

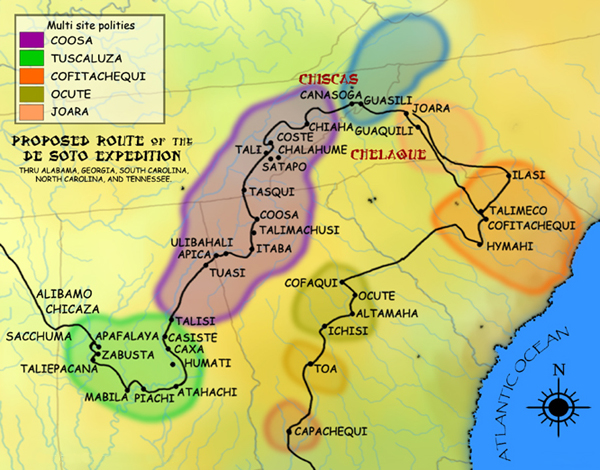
La seconda tappa della Spedizione de Soto, dall'Apalachee all'Alibamu.

- Linguaggi Muskogean
- Capachequi
- Ocute
- Hitchiti
- Coosa chiefdom
- Contea di Telfair

## Carolina del Sud
- Hymahi
- Cofitachequi
- Talimeco
- Creek (popolo)

## North Carolina
- Joara
- Cheraw (tribù)
- Saura
- Chelaque

## Tennessee

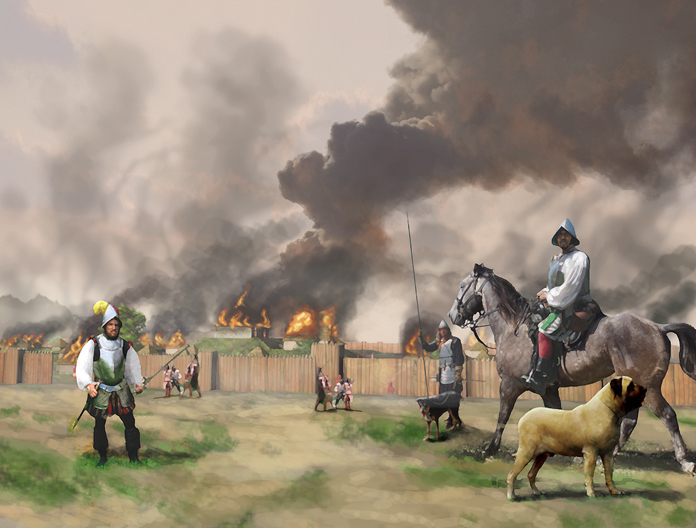
Gli uomini di de Soto bruciano Mabila, illustrazione di H.Roe

- Chiska
- Chiaha
- Isola di Bussel
- Tali
- Chalahume
- Satapo

## Alabama
- Abihka
- Alibamu
- Capo Tuskaloosa
- Choctaw
- Coosa chiefdom
- Mabila
- Tali

## Mississippi

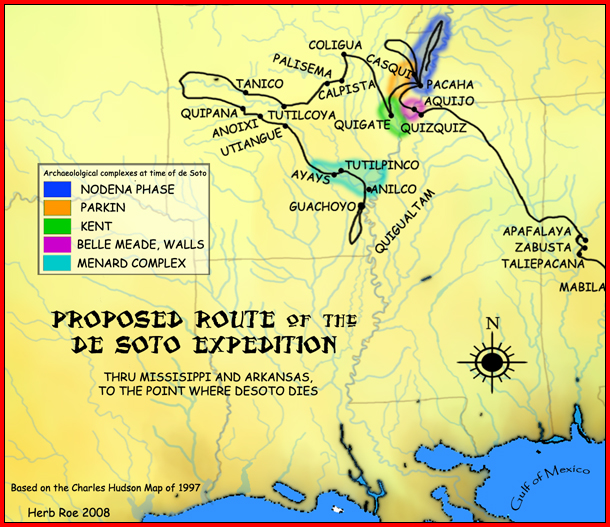
Una mappa che mostra la via della Spedizione de Soto attraverso il Mississippi, e l'Arkansas, dove morì de Soto. Basata sulla mappa di Charles M. Hudson del 1997.

- Chicaza
- Quizquiz (Tribù Nativo Americana)
- Walls Phase
- Quigate
- Quigualtam
- Popolo Natchez

## Arkansas
- Aquixo
- Casqui
- Pacaha
- Chaguate
- Coligua
- Tunica
- Anilco
- Guachoya
- Quapaw
- Aays
- Naguatex

## Texas

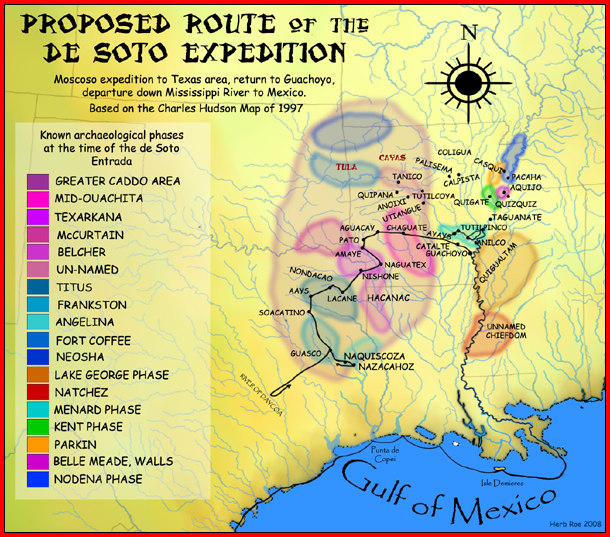
Una mappa che mostra la Spedizione de Soto. Questa sezione mostra la via di Moscoso attraverso l'Arkansas, e il Texas, e poi in Messico dopo la morte di de Soto. Basata sulla mappa di Charles M. Hudson del 1997.

- Caddo
- Nadaco
- Hasinai
- Soacatino
- Adai (Cultura Nativo Americana)